# Kokmeeuw
De kokmeeuw (ook: kapmeeuw) (Chroicocephalus ridibundus) is een zeer algemene meeuwensoort. Vroeger werd de soort bij het geslacht Larus ingedeeld, maar aan de hand van onderzoek aan mitochondriaal DNA is gebleken dat dit niet correct is.

## Kenmerken
Zijn snavel en poten zijn diep donkerrood, kop en keel zijn donker chocoladebruin, vandaar soms ook de naam "kapmeeuw". Ze hebben een smalle, witte oogring. Vanaf de hals verandert de kleur in wit. Die kleur loopt door in de onderdelen en de staart. Mantel en vleugeldekveren zijn zilvergrijs. Zijn slagpennen zijn ook wit, met een zwarte punt. In de winter is de onderkant van de vleugel donkerder. Voor de rest is deze meeuw geheel wit. In de winter wordt zelfs zijn kop wit, op een paar donkere plekjes in de oorstreek en voor het oog na. Zijn snavel en poten worden dan licht roodachtig. In de vlucht hebben ze een witte vleugelvoorrand waaraan ze duidelijk te herkennen zijn. Ook vallen hun lange, spitse vleugels dan op. Tussen winter en zomer bezitten ze een overgangskleed met een "koptelefoontje" of een "schimmelkop", naargelang het individu.
De jongen bezitten een grijsachtige kop, een gele snavel met een zwarte punt, bruingrijs gevlekte vleugeldekveren en een zwarte dwarszoom over de staart. Hun buitenste grote slagpennen zijn zwart met een witte centrumvlek. In de tweede herfst verliezen ze hun dwarszoom en in hun eerste winter hebben ze een bruine tekening op hun vleugels. Hoe ouder de meeuwen worden, hoe meer dat bruin verdwijnt. Bij de jongen is de snavel donker en zijn de poten vleeskleurig. Ze worden ongeveer 37-42 centimeter groot, ongeveer zo groot als een stadsduif. Ze zijn ongeveer 20 centimeter kleiner dan de zilvermeeuw. Hun gewicht bedraagt ongeveer 225-350 gram. Ze hebben een spanwijdte die 92 centimeter bedraagt. Ze lijken erg op de dwergmeeuw (in Nederland slechts een zeldzame broedvogel), de zwartkopmeeuw (een nog zeldzamere broedvogel), de vorkstaartmeeuw (een onregelmatige gast) en de reuzenzwartkopmeeuw (een vogel die nog maar één keer gesignaleerd is in Nederland). Ze hebben ook heel veel weg van de dunbekmeeuw, die ook een lichte voorvleugel heeft. De kokmeeuw heeft een levensverwachting van 10-15 jaar, maar kan ook meer dan 30 jaar oud worden.

## Geluid
Ze roepen vaak luid en krijsend ‘kweeerr’, ‘krièh’, alsof hij boos is, of ‘kekeke’. Ook laten ze weleens een schor ‘kwaa’ of een kort ‘kuk’ horen. Vliegend maken ze dikwijls ook geluiden: een dreigend ‘miauw’ of een aanvallende roep met schelle kreten.

## Vliegkunst
Tijdens het broedseizoen maken ze duikelende vliegbewegingen. Hun gewone vlucht is licht, veerkrachtig en zeer wendbaar. Ze glijden veel. Hun puntige vleugels slaan regelmatig.

## Voedsel
Het zijn alleseters, die zich vooral voeden met larven, slakken en wormen, die ze vinden op wei- en bouwland. Ze eten ook visjes, vogeleieren, muizen en kleine vogeltjes. Ze scharrelen tussen drijvend afval en komen af op mensen die de eenden komen voederen. Veel kokmeeuwen houden zich er ook mee bezig om al vliegend insecten te vangen. Graag lopen ze mee met het eerste opkomende water, terwijl ze uitkijken naar sporen van bodemdieren, die door het vloedwater weer tot actie komen. In iets dieper water zwemmen ze ook vaak rond, ondertussen uitkijkend naar al het eetbare dat het waagt onder ze door te zwemmen. Een andere zoektechniek is het sliktrappelen. Daarbij trappelen ze regelmatig met beide poten en ze verplaatsen zich langzaam achterwaarts. Daardoor wordt er onder de zwemvliezen water en slik opgewerveld. Het gevolg hiervan is dan weer dat er grote aantallen kleine schelpdieren worden blootgewoeld.
Kokmeeuwen houden zich ook bezig met piraterij, zo stelen ze wormen van steltlopers. Als die een dik exemplaar niet snel genoeg naar binnen werken weet een kokmeeuw de buit vaak over te nemen. Ze maken het sterns ook weleens moeilijk als die visjes aanvoeren voor hun jongen of partner op het nest. In de lucht heeft de piraterij meestal weinig succes, maar bij het nest lukt het de meeuw vaak een visje af te snoepen. Na het eten vormen de meeuwen braakballen om onverteerbare resten te verwijderen.

## Kokmeeuwen en de mens

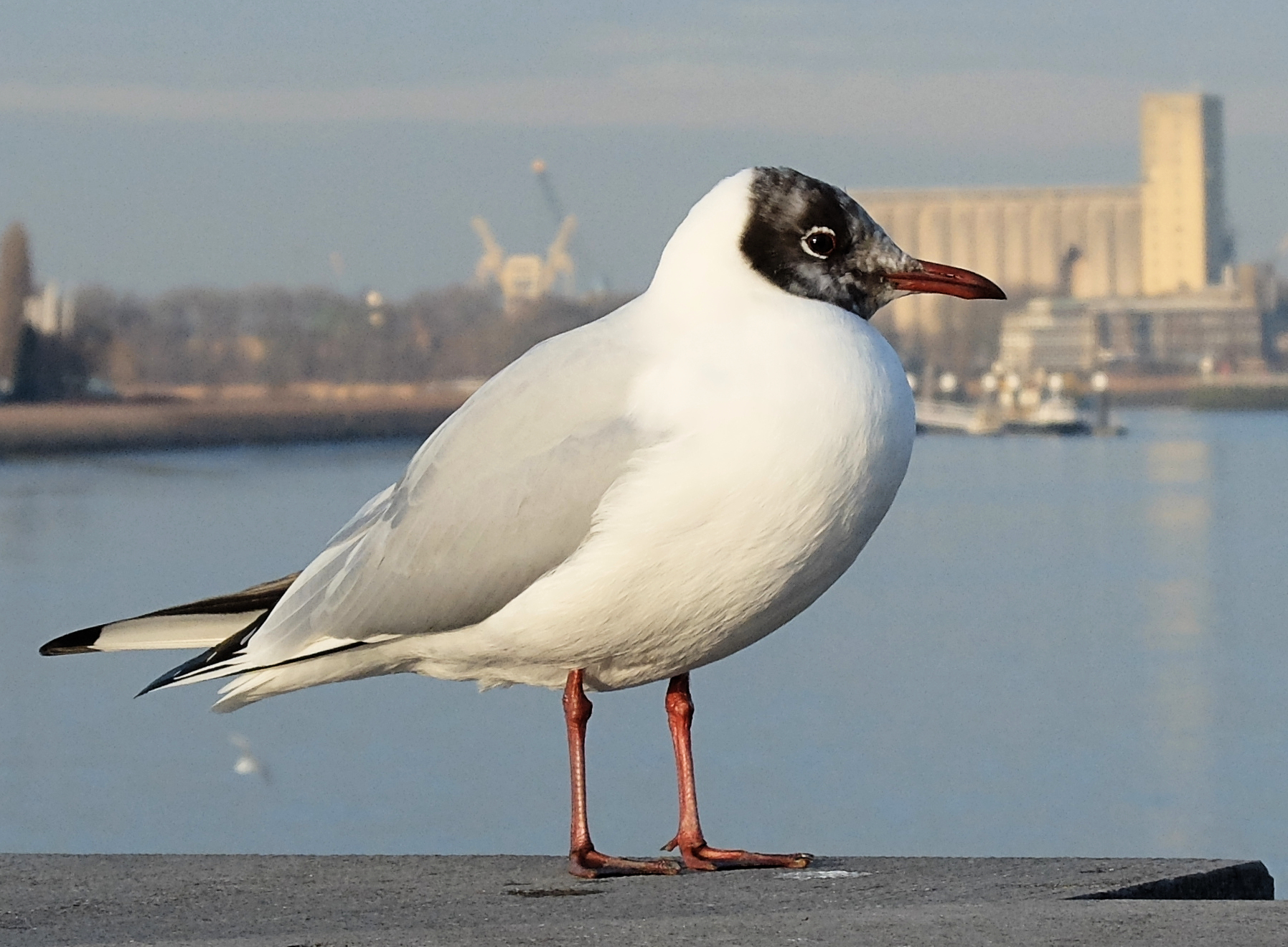
Kokmeeuw op het Antwerpse Noorderterras die toeristen gewoon is. Foto vanop 1 meter afstand.

Hun geringe schuwheid en hun grote aanpassingsvermogen hebben de kokmeeuw al sinds 1900 in staat gesteld te profiteren van de bijzondere voedingsbronnen die onze moderne steden zijn. Vooral het drijvende afval in kanalen en rivieren lokt veel van deze vogels. In de winter, op dagen dat het vriest of sneeuwt, zitten in de steden dikwijls vele tientallen kokmeeuwen te verkleumen op de dakranden. Daar wachten ze tot iemand een beetje brood voor hen strooit.
Sindsdien is de kokmeeuw een geregelde en talrijke wintergast (97 procent van alle meeuwen in de steden zijn kokmeeuwen). Toch is het contact met de mens niet altijd gunstig. Op vele plaatsen werden ze geremd door eiroof of drooglegging van waterplassen. Ook verdwijnen dikwijls geschikte nestplaatsen. De eieren worden echter ook geroofd als er een overbevolking dreigt. Dat kan namelijk nadelig worden voor minder talrijke en meer mensenschuwe soorten. Op het platteland volgen ze geregeld de ploeg om daarbij alles te verorberen wat de ploegschaar aan eetbaars naar boven woelt.

## Gedrag
Wat baltsen en gedrag betreft zijn kokmeeuwen dankbare onderzoeksobjecten. Dat komt mede door hun grote aantallen en hun geringe schuwheid. In het voorjaar gaan de meeuwen op zoek naar een partner. De mannetjes hebben elk een eigen paarvormingterritorium waar ze de aandacht van voorbijvliegende kokmeeuwen proberen te trekken. Mannetjes besteden daar geen aandacht aan, maar vrouwtjes willen weleens landen. De eerste toenaderingspogingen komen echter maar moeizaam op gang omdat de meeuwen erg agressief zijn tegenover elkaar. Ze bewaren altijd een ruime onderlinge afstand. Wordt deze afstand te klein, dan neemt een van de dieren een dreigende houding aan, met een laag naar voren gestrekte hals. Op dat moment kan het tot een gevecht komen en dan slaat het vrouwtje vaak op de vlucht. Als hij echter nader kennis wenst te maken, komt hij met een verzoenend gebaar. Daarbij draait hij het zwart van zijn kop weg van de andere. Die kan daarop antwoorden met eenzelfde beweging. Deze vredestichtende beweging zien we bij een jong paar steeds weer. Het is ook goed mogelijk dat hij zijn woede dan afreageert op omstanders of dat hij aan een pol gras trekt om te kalmeren. Het gevolg is dat de neiging om voor elkaar te vluchten of om elkaar aan te vallen steeds weer wordt verdrongen. Na een tijdje zijn de vogels dan volkomen aan elkaar gewend. Daarna duurt het niet meer lang voor ze paren. Een ander verzoenend gebaar lijkt veel op de dreigende houding. Maar mannetje en wijfje staan daarbij evenwijdig en met de snavel omhoog.
De kokmeeuw gebruikt nog twee andere houdingen om te dreigen: nek rechtop en snavel omlaag en snavel recht vooruit gecombineerd met een bepaalde roep. Deze twee houdingen worden algemeen geapprecieerd als dreigend. Als ze hun nek echter rechtopzetten en daarbij hun snavel omhoog houden, dan weet elke meeuw dat die andere bang is en meestal zal zijn agressie dan afgeremd worden. De kokmeeuw slaakt ook dikwijls een juichroep, een dreigen op afstand. Zijn agressieve bedoelingen zijn dan ook af te lezen uit zijn iets geheven vleugels.
Zoals alle andere dieren respecteert de kokmeeuw een individuele afstand met zijn soortgenoten. Bij deze vogels bedraagt die afstand ongeveer 30 centimeter.
Wat ook opvalt, is dat er sommige vogelsoorten zijn die weten te profiteren van de agressiviteit van een kokmeeuwkolonie. Zo zijn er verhalen van geoorde futen die jaar na jaar verhuizen om maar in de buurt van een kolonie te kunnen blijven. De agressieve kokmeeuwen kunnen hen dan beschermen tegen roofdieren.

## Voortplanting
Ze broeden in grote kolonies in de duinen en aan plassen en moerassen, van half april tot eind mei. Wat hierbij opvalt is dat alle leden van de kolonie hun eieren binnen dezelfde tijdspanne van drie à vier dagen leggen. Dat biedt veel voordelen omdat hun kwetsbaarheid tegenover roofdieren beperkt wordt, omdat die maar een beperkte hoeveelheid voedsel per dag kunnen eten. Ook vermindert hierdoor de kans dat er eieren en kuikens verloren zouden gaan omdat andere vogels nog om een nestplaats concurreren. Ten derde kan er zo ook van een plotselinge toename van voedsel in de omgeving worden geprofiteerd. Hun nesten liggen haast tegen elkaar aan. De nesten worden soms gebouwd op drijvende rommel en soms tussen het riet of tussen het gras in het hooiland. Ze bestaan uit een hoop plantenmateriaal op de grond. Ze nestelen altijd in groep. Als het water stijgt, weet de kokmeeuw zijn nest te beveiligen door het met riet en dergelijke hoger te maken.
Ze leggen 3, zelden 4 eieren. Die zijn groenachtig, blauwachtig of zandkleurig met grote donkerbruine vlekken en strepen, bij elk ei verschillend. Soms zijn ze ongevlekt. Ze worden door beide ouders bebroed. Na 23-26 dagen komen de kuikens uit, al verschilt deze tijd erg bij de verschillende populaties. De kuikens blijven nog 2-3 dagen in hun nest. Na 5-6 weken kunnen ze ook vliegen.
De ouders blijven slechts één seizoen bij elkaar en hebben daarbij slechts 1 legsel. Na 3 jaar zijn de jongen geslachtsrijp. Ze broeden in grote kolonies.

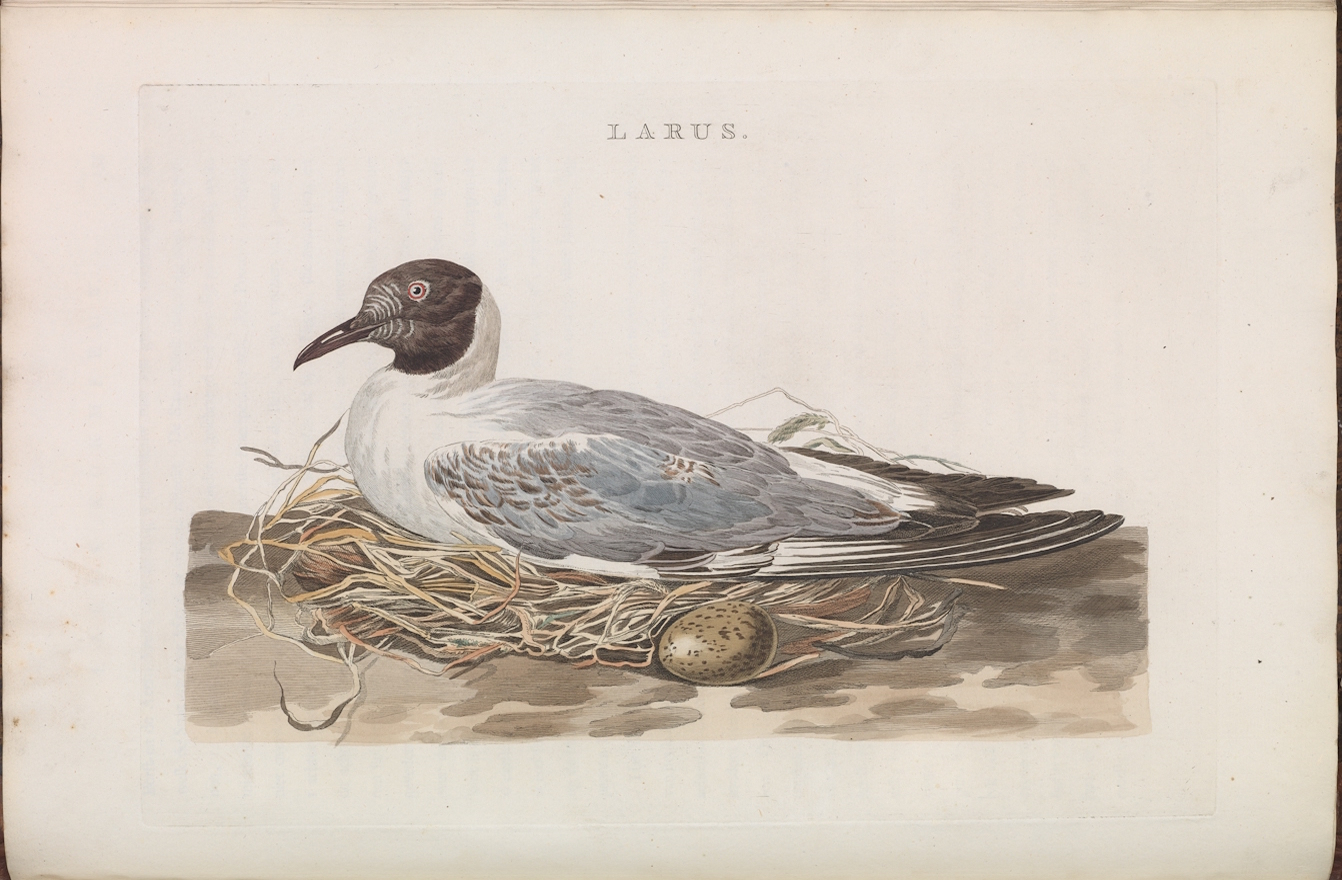
Kokmeeuw vrouwtje op nest (1770), Nederlandsche Vogelen, KB
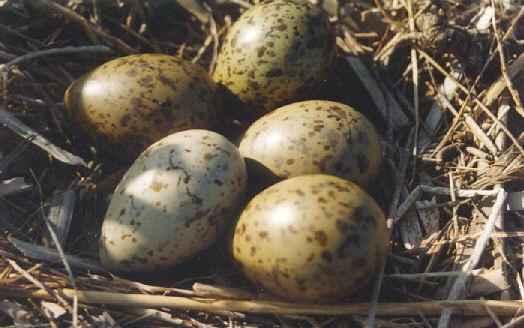
Nest met eieren

## Verspreiding
In Europa, en vooral in het binnenland, zijn ze de meest voorkomende meeuwensoort en daarmee ook de meest bekende. Kokmeeuwen zijn broedvogels aan voedselrijke binnenwateren van IJsland tot Kamtsjatka. De vogel verspreidt zich in de winter naar het Middellandse Zeegebied, de Rode Zee, Perzische Golf, kusten van India, China en Japan. Ze broeden zowel nabij de zee als op eilandjes in zoet water. Buiten de broedtijd verschijnen kokmeeuwen aan alle wateren en voedselrijke gebieden, langs de kust en in de bewoonde wereld, zoals vuilnisbelten, zuiveringsinstallaties, havens en in parken met vijvers. Daar foerageren ze op zandige zeekusten, zilte modderige strandweiden en vochtige graslanden. Het is een gedeeltelijke trekvogel en in Noordwest-Europa ook een wintergast.
In Zuid-Europa komt hij alleen als wintergast voor, in de zomer zie je hem daar niet. Het zijn namelijk grotendeels trekvogels. Onze ‘wintermeeuwen’ trekken in de lente verder naar het noorden, waar ze broeden. Onze ‘zomermeeuwen’ komen daarna terug vanuit het zuiden. Die trek loopt ongeveer van november tot februari.
Oorspronkelijk is deze meeuw een typische binnenlander. Maar omdat hij zich, wat het vergaren van zijn kostje en het vinden van broedgebieden betreft, goed heeft kunnen schikken in de schaarse ruimten die ons cultuurpatroon hem heeft gelaten, is het hem zo voor de wind gegaan en hij is zo in aantal toegenomen, dat gebiedsuitbreiding tot in de zilte streken noodzakelijk bleek te zijn. En ook daar gaat het hem bijzonder goed.

## Status
De grootte van de populatie is in 2015 geschat op 4,8-8,9 miljoen vogels. Op de Rode lijst van de IUCN heeft deze soort de status niet bedreigd.

## Trivia
- De kokmeeuw is een van de symbolen van de Japanse stad Tokio.

## Afbeeldingen

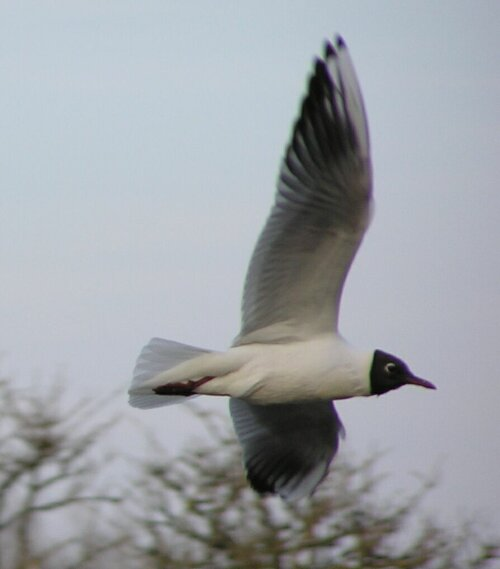
Kokmeeuw
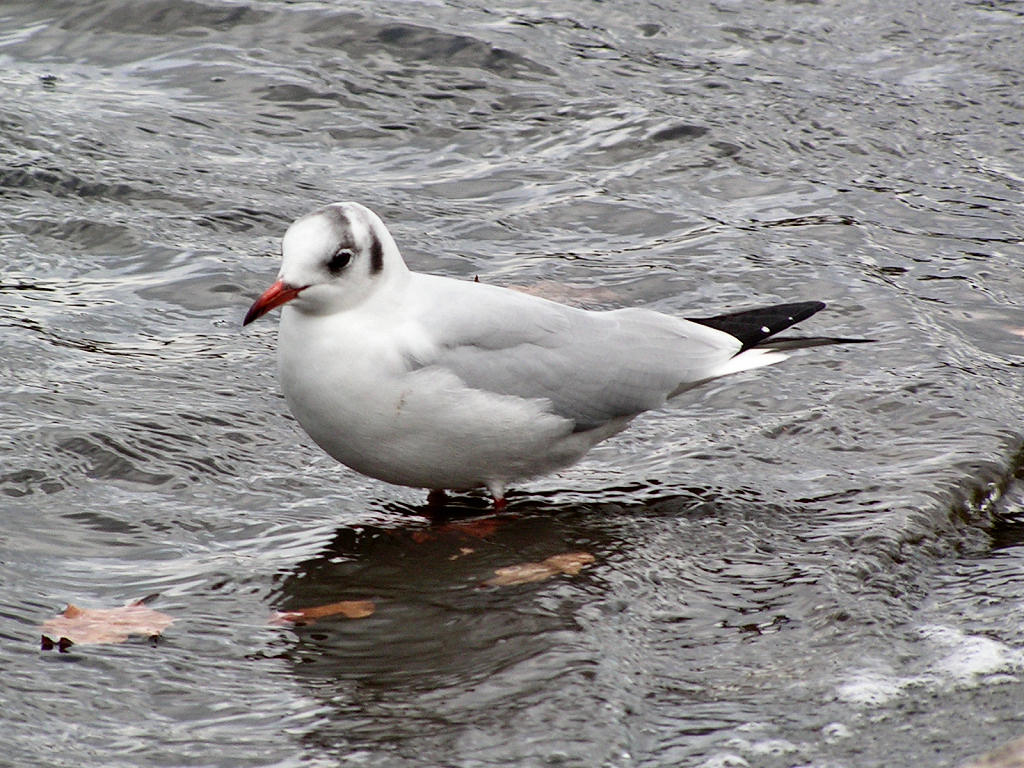
Kokmeeuw in de winter

## Video
- Bioscoopjournaal uit 1957. Kokmeeuwen bij de Leersumse Plassen